# Campeonato Mundial de Rugby M19 División A de 1998
El Campeonato Mundial de Rugby M19 de 1998 se disputó en Francia y fue la trigésima edición del torneo en categoría M19.

## Resultados

### Dieciseisavos de final
| 4 de abril | Francia | 55 - 19 | Japón |  |  |

| 4 de abril | Italia | 20 - 10 | España |  |  |

| 4 de abril | Canadá | 23 - 19 | Gales |  |  |

| 4 de abril | Chile | 7 - 3 | Escocia |  |  |

| 4 de abril | Estados Unidos | 13 - 47 | Irlanda |  |  |

| 4 de abril | Sudáfrica | 93 - 3 | Polonia |  |  |

| 4 de abril | Argentina | 34 - 15 | Rusia |  |  |

| 4 de abril | Uruguay | 13 - 10 | Rumania |  |  |

### Cuartos de final 9° al 16° puesto
| 7 de abril | Japón | 15 - 7 | España |  |  |

| 7 de abril | Polonia | 17 - 11 | Estados Unidos |  |  |

| 7 de abril | Rumania | 42 - 5 | Rusia |  |  |

| 7 de abril | Gales | 20 - 7 | Escocia |  |  |

### Cuartos de final 1° al 8° puesto
| 7 de abril | Francia | 37 - 8 | Italia |  |  |

| 7 de abril | Canadá | 19 - 16 | Chile |  |  |

| 7 de abril | Sudáfrica | 17 - 17 | Irlanda |  |  |

| 7 de abril | Argentina | 51 - 3 | Uruguay |  |  |

### Semifinal 13° al 16° puesto
| 10 de abril | Escocia | 56 - 10 | España |  |  |

| 10 de abril | Rusia | 27 - 17 | Estados Unidos |  |  |

### Semifinal 9° al 12° puesto
| 10 de abril | Gales | 39 - 10 | Japón |  |  |

| 10 de abril | Rumania | 27 - 9 | Polonia |  |  |

### Semifinal 5° al 8° puesto
| 10 de abril | Sudáfrica | 71 - 10 | Uruguay |  |  |

| 10 de abril | Italia | 23 - 3 | Chile |  |  |

### Semifinales Campeonato
| 10 de abril | Francia | 53 - 6 | Canadá |  |  |

| 10 de abril | Argentina | 3 - 18 | Irlanda |  |  |

### 15° puesto
| 12 de abril | España | 51 - 8 | Estados Unidos |  |  |

### 13° puesto
| 12 de abril | Escocia | 45 - 5 | Rusia |  |  |

### 11° puesto
| 12 de abril | Japón | 11 - 7 | Polonia |  |  |

### 9° puesto
| 12 de abril | Gales | 34 - 19 | Rumania |  |  |

### 7° puesto
| 12 de abril | Chile | 14 - 13 | Uruguay |  |  |

### Quinto puesto
| 12 de abril | Sudáfrica | 52 - 18 | Italia |  |  |

### Tercer puesto
| 12 de abril | Argentina | 68 - 0 | Canadá |  |  |

### Final
| 12 de abril | Francia | 0 - 18 | Irlanda |  |  |

| Bandera de Irlanda |
| Campeón Irlanda    |
| Primer título      |